# الساندرو دآنتونی
الساندرو دآنتونی (انگلیسی: Alessandro D'Antoni؛ زادهٔ ۳ اوت ۱۹۸۸) بازیکن فوتبال اهل ایتالیا است.
از باشگاه‌هایی که در آن بازی کرده‌است می‌توان به باشگاه فوتبال یوونتوس اشاره کرد.